# 1466 w literaturze
Wydarzenia literackie w 1466 roku.

## Zmarli
- Andrzej Grzymała z Poznania, polski pisarz
- Isotta Nogarola, włoska pisarka